# Carol Burnett
Carol Creighton Burnett (San Antonio (Texas), 26 april 1933) is een Amerikaanse actrice en comédienne.

## Jonge leven
Burnett werd geboren in Texas. Ze groeide op bij haar grootmoeder. Samen met haar verhuisde ze naar Hollywood. Ze studeerde af aan de UCLA.

## Carrière

### Vroege carrière
Na vele kleine televisierollen kreeg ze voor het eerst succes in Once Upon a Mattress. Ze trad enkele jaren op in het variétéprogramma The Garry Moore Show en ontving in 1962 haar eerste Emmy Award. Door haar succes in het programma verwierf ze een sterrenstatus.
Lucille Ball werd bevriend met haar en werd haar mentor. Nadat ze enkele afleveringen als gastactrice aan The Lucy Show had meegedaan, bood Ball haar een eigen sitcom aan. Burnett sloeg het aanbod echter af en begon met een variétéshow. De actrices bleven tot Balls overlijden in 1989 goed bevriend. Ball stuurde elk jaar bloemen op haar verjaardag en toen Burnett op haar 56ste verjaardag in '89 wakker werd, hoorde ze in het ochtendnieuws dat Ball overleden was. 's Namiddags arriveerden er bloemen met een kaartje waarop stond: "Gefeliciteerd, meid. Liefs, Lucy."

### The Carol Burnett Show
In 1967 kreeg Burnett haar eigen, één uur durende serie, The Carol Burnett Show. Deze serie liep elf jaar en won 22 Emmy Awards. Andere acteurs in de serie waren Tim Conway, Harvey Korman, Lyle Waggoner en Vicki Lawrence. De omroep was erop tegen dat Burnett variété deed, omdat ze dachten dat alleen mannen dat succesvol konden, maar in Burnetts contract stond dat ze één seizoen mocht doen wat ze wilde.
The Carol Burnett Show stopte in 1978 en wordt algemeen gezien als de laatste succesvolle variétéshow op televisie. De serie werd later nog meermaals op televisie herhaald. Begin jaren 90 werd The Carol Burnett Show tijdelijk nieuw leven ingeblazen onder de titel Carol & Company. In de afleveringen van deze nieuwe versie speelde Burnett veelal de rol van een gewone vrouw uit het dagelijks leven die door de jachtige moderne tijd, allerlei pietluttige regeltjes en onbeleefde medemensen langzaam gek werd.

### Andere rollen
Na het einde van de serie nam Burnett ook enkele dramatische rollen aan, waaronder Friendly Fire en Life of the Party:The Story of Beatrice. In 1982 speelde ze de rol van Miss Hannigan in Annie.
Regelmatig keerde ze ook terug naar het theater. In de jaren 80 en 90 probeerde ze enkele malen om een nieuw variétéprogramma te beginnen, maar dat mislukte. Midden jaren 90 speelde ze de bijrol van Theresa Stemple in Mad About You, de moeder van hoofdpersonage Jamie Buchman (Helen Hunt).
Burnett was al jaren een groot liefhebber van All My Children toen zij in 1983 een kleine rol in de serie kreeg als Verla Grubbs. In 1995, 2005 en 2011 keerde het karakter Grubbs steeds kort terug in de serie.
In 2006 had ze een kleine rol in Desperate Housewives, waarin ze Eleanor speelde, de kille stiefmoeder van Bree Mason (Marcia Cross). In 2022 speelde ze in de laatste vier afleveringen van het 6e en laatste seizoen van de misdaadserie Better Call Saul waarin ze de rol van Marion speelde, de moeder van Jeff en degene die achter Saul's identiteit komt en de politie waarschuwt. 